# قاطع تيار مؤرض الوعاء
قاطع تيار مؤرض الوعاء أو قاطع تيار مؤرض الحاوية (بالإنجليزية: Dead Tank Circuit Breaker)‏ هو قاطع التيار الذي توجد به أدوات فصل التيار إضافة لمحولات التيار داخل وعاء معدنى مؤرض. يستخدم هذا النوع من القواطع في محطات التحويل الخاصة بالنقل الكهربائي ذات الجهد العالي.